# ZACube-2
ZACube-2 (South African CubeSat-2), auch ZA 004, ist ein südafrikanischer 3U CubeSat, der von der technischen Universität CPUT und dem F’SATI entwickelt wurde. Der Satellit dient der Ausbildung und der Technologieerprobung.

## Aufbau
Der Satellit trägt eine SDR-Plattform als primäre Nutzlast, die zur Validierung des Schiffserkennungssystems AIS dient. Weiterhin trägt der Satellit als sekundäre Nutzlast einen Bildsensor zur Beobachtung der Meeresoberfläche und der Verfolgung von Waldbränden. ZACube-2 ist dreiachsenstabilisiert. Der Satellit verfügt über einen UHF-Transceiver für Steuerung und Telemetrie sowie einen SHF-Sender für eine Downlink-Datenrate von 2 Mbps. Der SHF-Sender arbeitet an einer kreisförmigen Patchantenne, die auf der dem Nadir zugewandten Seite des Satelliten montiert ist. Weiterhin gibt es eine zirkulare polarisierte VHF-Antenne für die SDR-Nutzlast und eine zirkulare polarisierte für den UHF-Transceiver.

## Mission
Es wurde am 27. Dezember 2018 mit einer Sojus-2.1a/Fregat-M-Trägerrakete vom Kosmodrom Russland, zusammen mit der Hauptnutzlast Kanopus-V5 Kanopus-V6 und 26 weiteren Satelliten, darunter D-Star One Sparrow, gestartet.

## Frequenzen
- 156,750 … 162,050 MHz Up- / Downlink erweitertes AIS-Band

Folgende Frequenzen wurden durch die IARU koordiniert:
- 437,525 und 1.260,250 MHz Uplink
- 437,345 und 2.405,000 MHz Downlink